# Sarcophaga kobayashii
Sarcophaga kobayashii är en tvåvingeart som beskrevs av Hori 1954. Sarcophaga kobayashii ingår i släktet Sarcophaga och familjen köttflugor. Inga underarter finns listade i Catalogue of Life.